# Athclare Castle
Athclare Castle (eller arkaisk Aclare, irsk: Caisleán Áth Cláir) er et tudor beboelsestårn i Dunleer i County Louth, Irland.
Det blev opført i 1550'erne til Barnewell-familien, og det er en typisk forsvarsstruktur bygget i The Pale under Tudorperioden i Irland. Athclare er blevet udvidet og ombygget i århundrederne siden opførsel, og det er i dag klassificeret som et sted af National socialhistorisk vigtighed af det irske National Inventory of Architectural Heritage.